# Láng

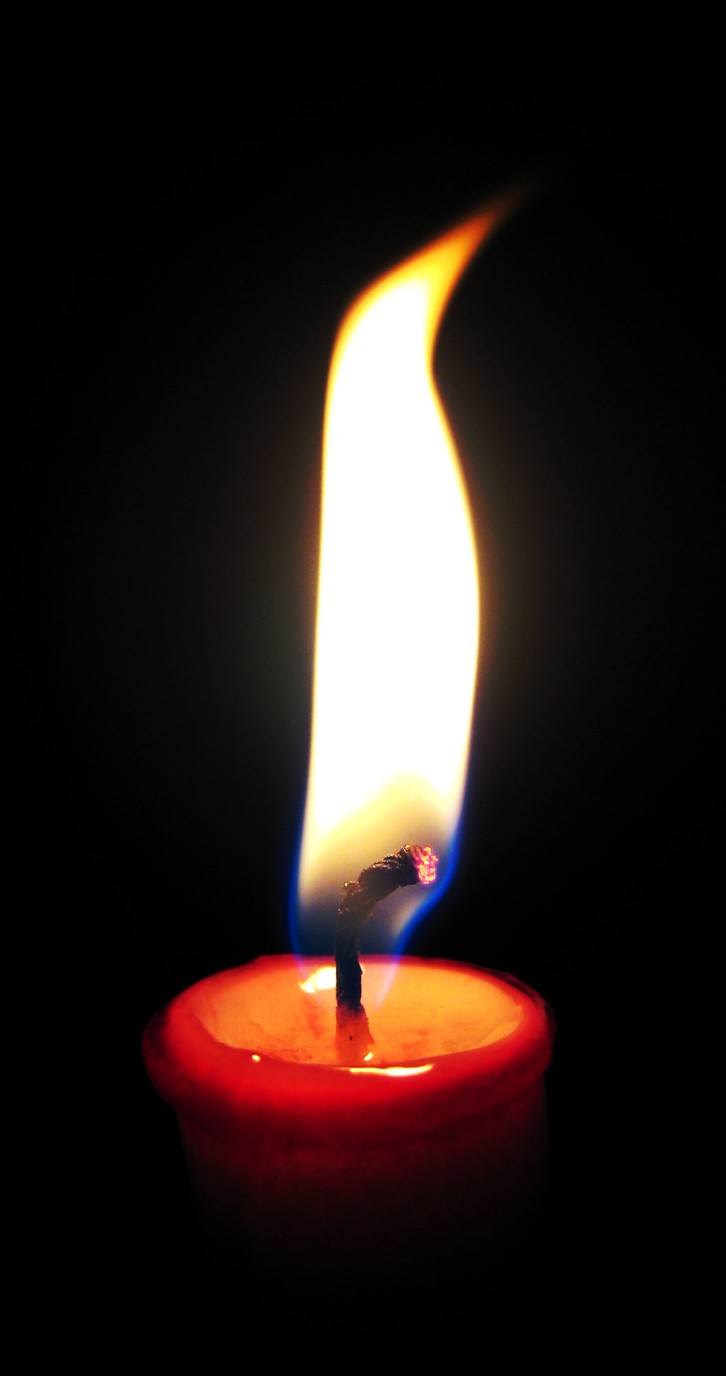
Gyertya lángja

A láng a gáz vagy egy test égésének világító része. 
Amely test égésekor nem fejleszt éghető gázokat, vagy maga nem alakul át az égési meleg által gázalakuvá, az nem éghet lánggal, hanem csak izzik. Ilyen a vas, a szén; ellenben foszfor, hidrogén, kén, szerves anyagok lánggal égnek, mert amennyiben nem gázok, mégis éghető gáz alakú termékek fejlődnek belőlük. 
A láng lehet világító vagy nem világító. Nem világító a tiszta égő gázak lángja, pl. a hidrogéné; világító ellenben mindazon testek lángja, mely fehér izzásba kerülő szilárd részecskéket tartalmaz. Rendes világító anyagaink: a gyertyák, petróleum, repceolaj stb. a lángban lebegő izzó szénrészecskék révén képesek világító lángot adni. A világítógáz annál fényesebb lángú, minél többet tartalmaz szénben gazdagabb szénhidrogénekből (etilén, butilén, acetilén stb.-ből), mert ezekből az égéskor a szénnek egy része kiválik és csak a láng magas hőmérsékletétől hevülnek föl izzásig. Hogy e lángokban szénrészecskék vannak, bizonyítja az, hogy a lángba tartott hideg tárgy bekormozódik. A lángnak világító képessége azonban úgy látszik nemcsak az abban izzó szilárd részecskéktől, hanem az égő gáz hőmérsékletétől és amint Frankland észlelte, az égő gáz sűrűségétől is függ. Előbbire bizonyíték az, hogy a bármiféle módon színtelenné tett láng (színtelenné lesz a láng, ha az égő gázhoz elegendő levegőt, vagy az égésben részt nem vevő gázokat pl. nitrogént, sósavgázt, szén-dioxidot stb. elegyítünk) ismét világítóvá válik, ha az elégetendő gázkeveréket előbb izzó platinacsövön vezetjük keresztül és a forró gázokat gyújtjuk meg. Az utóbbira pedig az a bizonyíték, hogy a hidrogén is erősen világít - pedig ennek a lángjában szilárd részecskék nincsenek - ha az égés 20 atmoszfera nyomás alatt történik, vagyis amikor a hidrogéngáz sűrűsége igen nagy. 
Maga a láng három részből áll: 
1. a belső sötét részből, melyben a gáz alakú termékek[pontosabban?] még nem égnek;
2. az ezt körülvevő erős fényű részből, melyben a gázok már részben égnek, míg a szénrészecskék izzó állapotban lebegnek
3. a külső burkolatból, mely legtöbb oxigént kap és melyben a kivált szénrészecskék teljesen elégnek. Ez a rész nem világít, de forró.

Világító láng hevítővé tehető, ha kellő mennyiségű levegő (oxigén) hozzájárulásával teljes égés eszközöltetik. Ez történik a forrasztócsőnél, a Bunsen-féle égőknél, melyek a lángtól elvonják világító képességét, de hőfokát emelik. Ugyanez történik az Auer-féle gáz-izzólámpában, ahol a világítógáz levegővel keveredve forró lángot ad és ez fehér izzásba hozza a körülvevő és különféle fémsók oldatával átitatott szövetburkot. A láng szine attól függ, milyen színű fényt képesek a benne lebegő izzó részecskék kibocsátani. A száraz tűzifa, a kőszén és a gyertya a magas széntartalma miatt például sárgásvörös, míg a földgáz a metántartalma miatt jellegzetes kék színű lánggal ég.